# Echinocereus fendleri

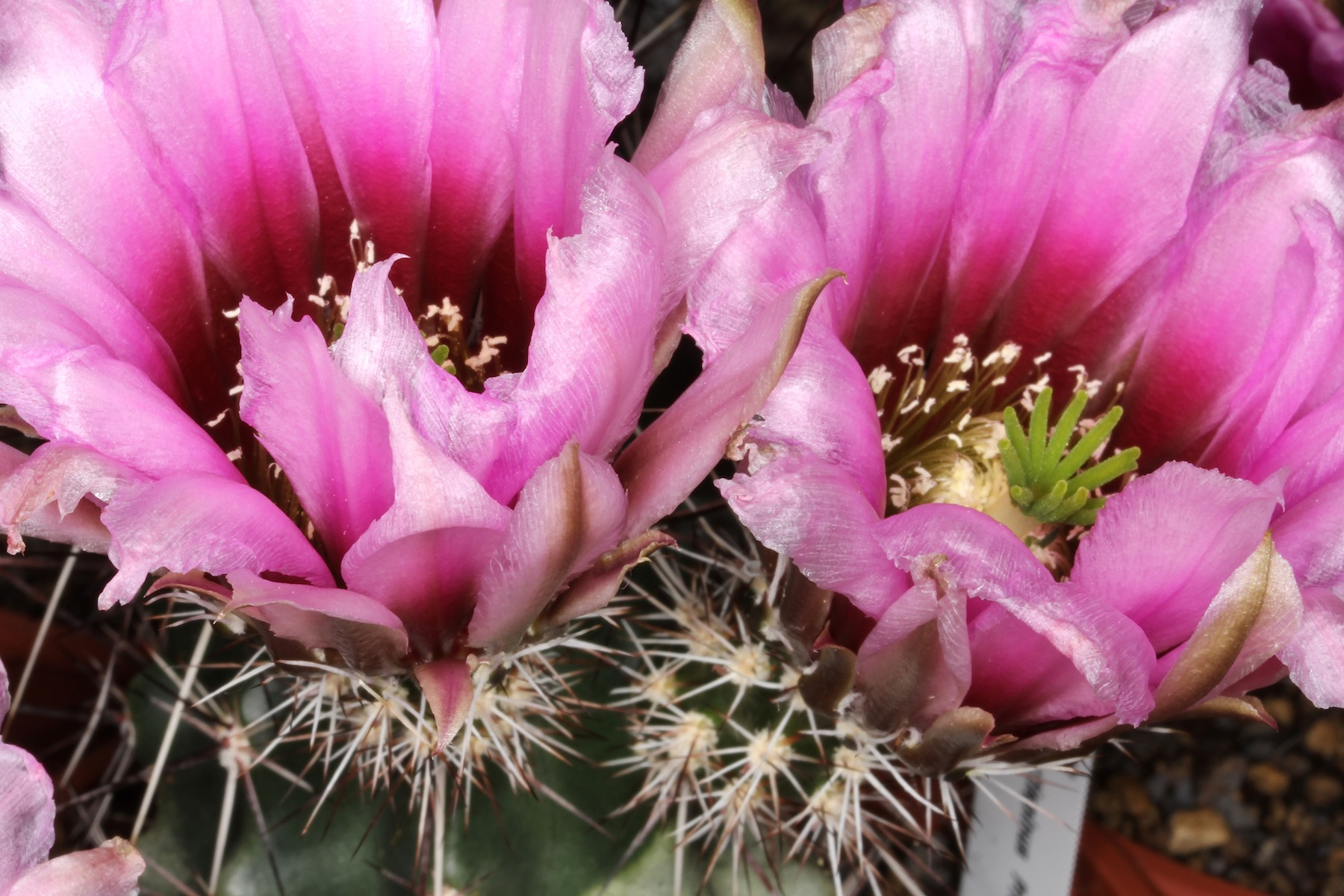
Echinocereus fendleri subsp. rectispinus

Echinocereus fendleri ist eine Pflanzenart in der Gattung Echinocereus aus der Familie der Kakteengewächse (Cactaceae). Das Artepitheton fendleri ehrt den aus Deutschland stammenden Botaniker und Pflanzensammler August Fendler. Trivialnamen sind „Fendler’s Hedgehog Cactus“ und „Fendler Needle-Spined Hedgehog“.

## Beschreibung
Echinocereus fendleri wächst in der Regel einzeln, bildet aber gelegentlich lockere Gruppen mit bis zu zehn Trieben. Die grünen schlaffen, eiförmigen bis kurz zylindrischen, kaum von der Bedornung verdeckten Triebe sind 7,5 bis 25 Zentimeter lang und weisen Durchmesser von 3,8 bis 6,2 Zentimeter auf. Es sind acht bis zehn Rippen vorhanden, die nicht gehöckert sind. Der einzelne dunkle Mitteldorn, der auch fehlen kann, ist gerade oder wenig gebogen und wird im Alter heller. Er weist eine Länge von 1,2 bis 3,8 Zentimeter auf. Die fünf bis neun hellfarbigen, ausgebreiteten, geraden Randdornen sind 0,9 bis 1,2 Zentimeter lang.
Die trichterförmigen Blüten sind magentafarben. Sie erscheinen in der oberen Hälfte der Triebe, sind 5 bis 6,2 Zentimeter lang und erreichen ebensolche Durchmesser. Die kugelförmigen, fleischigen, anfangs grünen Früchte werden später rot.

## Verbreitung, Systematik und Gefährdung
Echinocereus fendleri ist in den Vereinigten Staaten in den Bundesstaaten Arizona, New Mexico, Colorado und Texas sowie in den benachbarten mexikanischen Bundesstaaten Sonora und Chihuahua verbreitet.
Die Erstbeschreibung als Cereus fendleri durch George Engelmann wurde 1849 veröffentlicht. Francisco Seitz (1831–1909) stellte die Art 1870 in die Gattung Echinocereus.
Es werden folgende Unterarten unterschieden:
- Echinocereus fendleri subsp. fendleri
- Echinocereus fendleri subsp. rectispinus (Peebles) N.P.Taylor

In der Roten Liste gefährdeter Arten der IUCN wird die Art als „Least Concern (LC)“, d. h. als nicht gefährdet geführt.

## Nutzung
Die Früchte wurden von den Hopi als Obst genutzt.

## Nachweise